# Mathieu Gallié
Mathieu Gallié est un scénariste de bande dessinée français, né en 1961 dans les Landes.

### One Shot
- Le Diable, scénario de Mathieu Gallié, Thomas Mosdi, Florenci Clavé et Fabrice Meddour, dessins de Guillaume Sorel, Catherine Simoni, Fabrice Meddour, Olivier Ledroit, Florenci Clavé, Freddy Emm, Chanteloup et T. Coquelet, Vents d'Ouest, collection Gris feu, 1993  (ISBN 2-86967-249-7)
- 1 Le Fils du Grimacier, Vents d'Ouest, Grain de sable, 1995
Scénario : Mathieu Gallié - Dessin et couleurs : Guillaume Sorel - (ISBN 2-86967-332-9)

## Récompense
- Festival d'Angoulême 1995 : Alph-Art jeunesse pour Mangecœur, t. 2 : Dans le jeu des miroirs (avec Jean-Baptiste Andréae)